# Webtretho
Webtretho (cách điệu: webtretho.com) là một diễn đàn trực tuyến thành lập từ năm 2002, được coi là mạng xã hội dành cho phụ nữ lớn nhất Việt Nam.

## Lịch sử hình thành
Webtretho được ra mắt lần đầu vào năm 2006. Năm 2018, Line đã mua lại diễn đàn và chính thức chuyển sang hoạt động dưới hình thức mạng xã hội.

## Chủ đề
Chủ đề trên diễn đàn tập trung chủ yếu vào các lĩnh vực liên quan đến phụ nữ nói chung. Nội dung thảo luận được chia thành nhiều khu vực khác nhau như giải trí, kinh nghiệm hay, làm mẹ, tâm sự, làm đẹp, sức khỏe,... các chuyên mục này đa phần nhắm đến độc giả là phụ nữ, đặc biệt với những người mang thai, mới sinh con hoặc đang chăm sóc con nhỏ.

## Ảnh hưởng
Webtretho được coi là mạng xã hội dành cho phụ nữ lớn nhất Việt Nam. Trang Facebook của diễn đàn có hơn 12 triệu người theo dõi. Chủ đề thảo luận giữa những thành viên cũng được coi là nguồn dữ liệu cho nhiều nghiên cứu khoa học về các chứng bệnh như tự kỷ ở trẻ em, biến đổi tâm lý của phụ nữ hay lập hồ sơ người dùng. Tính đến năm 2020, diễn đàn đã có hơn 2 triệu thành viên.